# Vùng Mandalay
Tôn giáo ở Mandalay (2015)

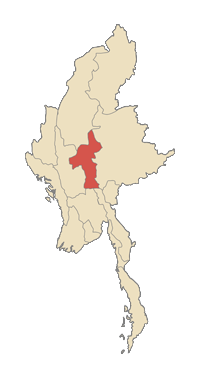
Vị trí của Vùng Mandalay

Vùng Mandalay là một vùng hành chính của Myanmar, nằm chính giữa đất nước, giáp với Vùng Sagaing và Vùng Magway ở phía tây, Bang Shan ở phía đông, Vùng Bago và Bang Kayin ở phía Nam.
Cả vùng rộng 37.023 km², được chia thành 30 huyện. Các huyện nhóm thành 7 thành phố và nhóm huyện. Các huyện lại được chia thành hơn 3000 xã, phường. Thủ phủ vùng là thành phố Mandalay. Thủ đô Naypyidaw của Myanma cũng ở trong vùng này.
Vùng Mandalay có dân số là 6.442.000 người. Người Miến chiếm đa số. Ngoài ra ở vùng này còn có nhiều người gốc Ấn Độ, người Hoa, người Anh-Miến, và các dân tộc thiểu số khác của Myanmar.
Mandalay là một trung tâm kinh tế quan trọng của đất nước Myanmar. Nông sản chính bao gồm gạo, ngô, lạc, vừng, các loại rau, bông. Lâm sản chính là gỗ tếch và các loại gỗ cứng khác. Công nghiệp chủ yếu là công nghiệp nhẹ sản xuất rượu bia, đường, dệt và chế tác đá quý. Ngành du lịch là một ngành kinh tế quan trọng dựa vào rất nhiều di tích lịch sử và văn hóa trong vùng như Mandalay, Amarapura, Bagan, Pyin U Lwin, Núi Popa, và Ava.